# Romolo Bernardi
Romolo Bernardi (Barge, 21 febbraio 1876 – Torino, 17 aprile 1956) è stato un pittore e scultore italiano.

## Biografia
I genitori di Romolo Bernardi gestiscono una trattoria. I suoi primi maestri sono  dipintori girovaghi di insegne. Convinti delle sue qualità artistiche, i genitori decidono di mandarlo a studiare a Torino. Nel 1890 Romolo Bernardi è assunto allo stabilimento litografico Doyen e contemporaneamente si iscrive ai corsi serali dell'Accademia Albertina. Dipinge paesaggi e figure, con spiccata sensibilità coloristica. Quando Giacomo Grosso lo accoglie nel suo studio, lascia il lavoro in litografia e si dedica interamente all'arte.

### Esordio
Esordisce nel 1898 all'Esposizione Internazionale di Torino, presentando il "Ritratto del padre", un grande olio con cui vince il "Premio degli Artisti". Nel 1900 alla Biennale di Venezia presenta un trittico il "Castigo". Per la perizia nel ritratto, appresa nello studio di Giacomo Grosso, s'impone al Salon di Parigi, del 1913, con un "Autoritratto", del 1911 e con il "Ritratto della moglie", del 1913.

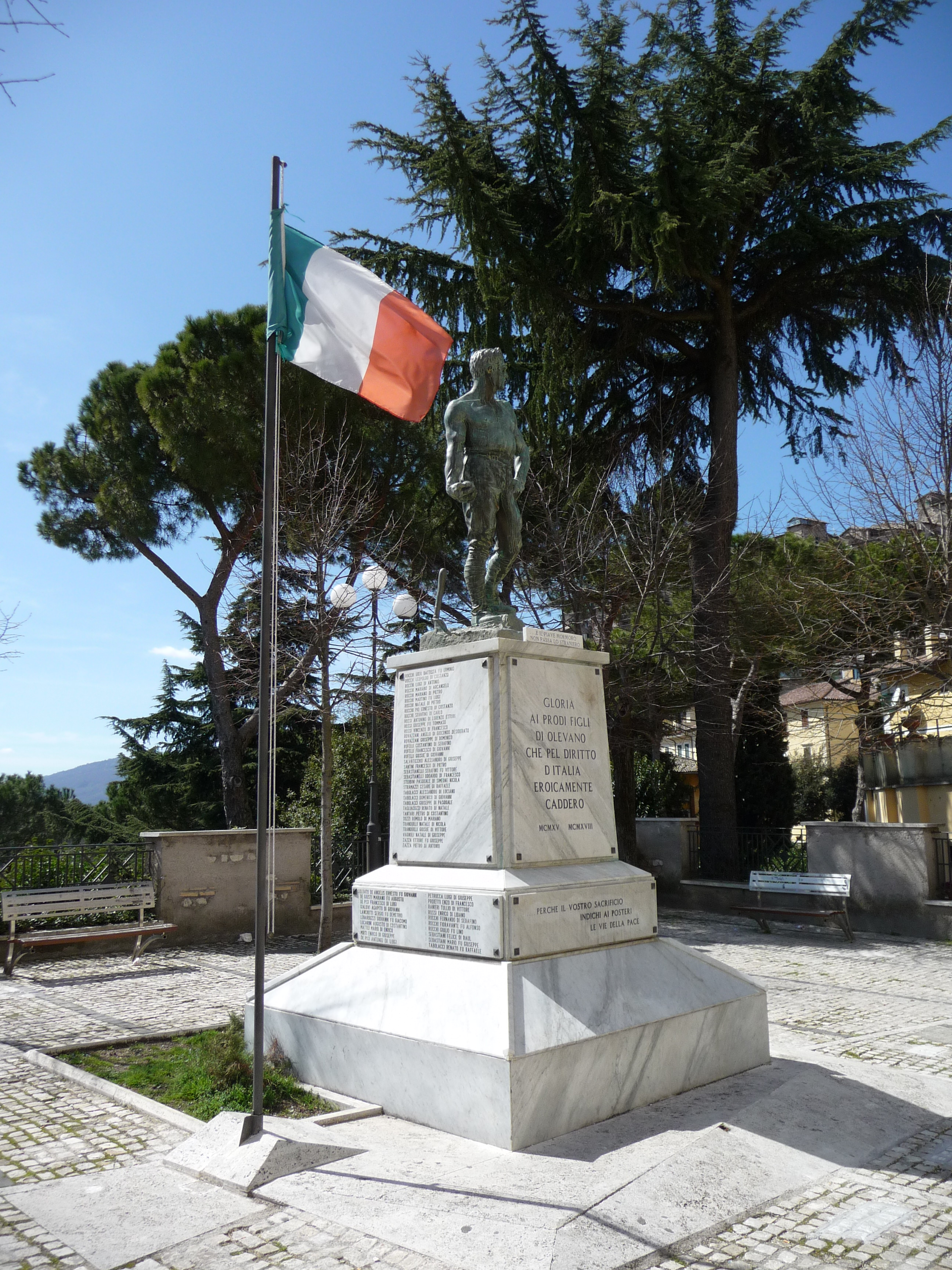
Olevano Romano, Monumento ai Caduti

### A Roma
L'anno successivo si trasferisce con la famiglia a Roma e apre una scuola d'arte in via Ludovisi. La sua giovane figlia Tina, che aveva istradato verso la musica, subisce il fascino della pittura. A Roma Romolo Bernardi entra nel gruppo dei XXV della campagna romana. Poiché di regola ognuno deve avere un soprannome, Romolo, per la barba rossiccia, è chiamato "Triglia". Esegue il ritratto del ministro Salvatore Barzilai, del senatore Pompeo Gherardo Molmenti, del baritono Titta Ruffo, del maestro Masante di Buenos Ayres, di miss Pearl Wright di New York, dell'ingegnere Costa di Genova. Dal 1921 al 1930 circa, attratto dalla scultura, realizza fusioni in bronzo e sculture di marmo. Scolpisce una stele ad altorilievo per i caduti di Barge, il monumento di bronzo per i caduti di Olevano Romano e quello per i caduti di Porto Empedocle.
Per dieci anni è stato vice presidente della società "Amatori e Cultori di Belle Arti", di Roma. Diventa consigliere artistico della Regina Margherita di Savoia. Dirige lavori di restauro di pitture parietali a Palazzo Venezia.

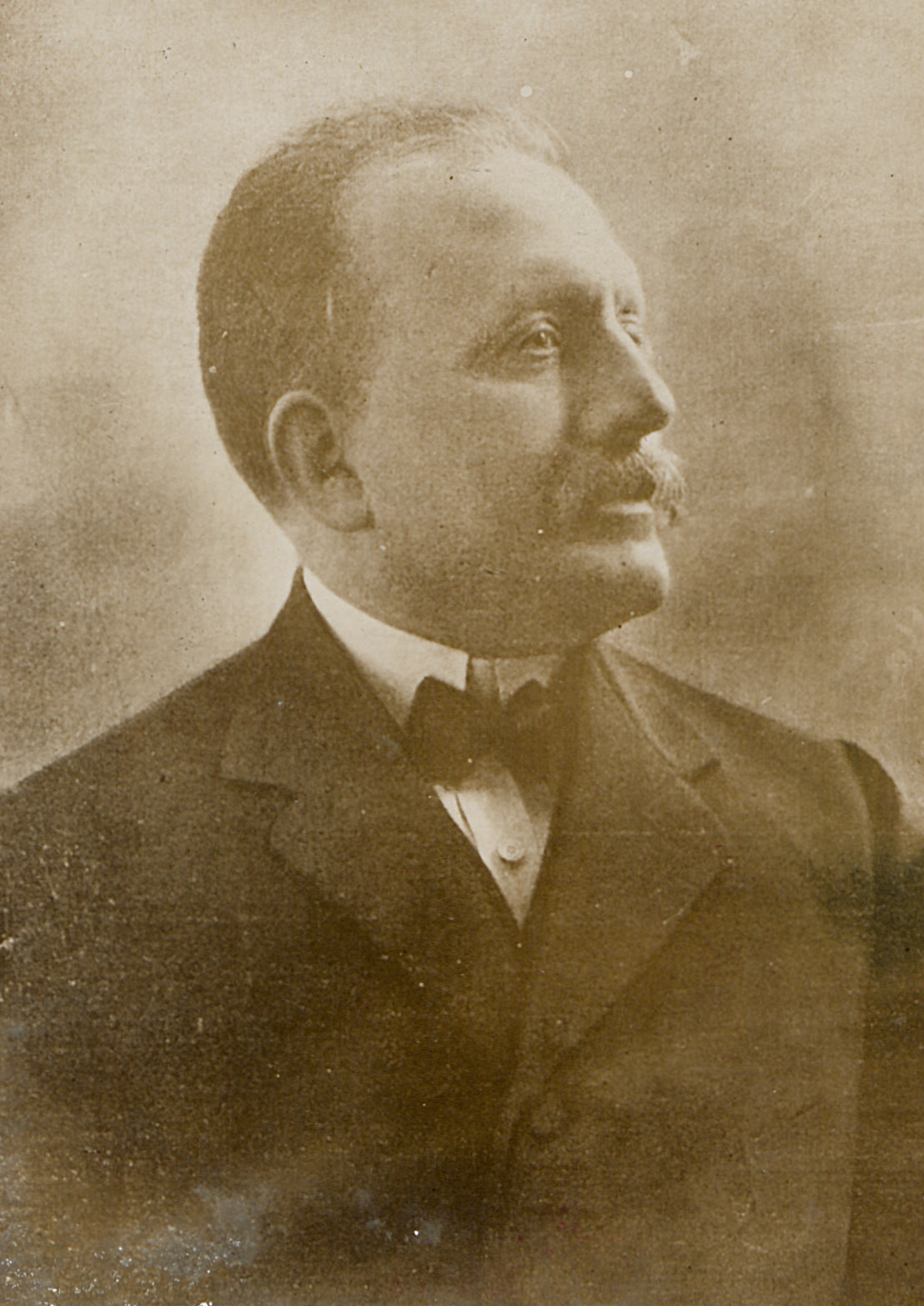
Romolo Bernardi? Ritratto di Salvatore Barzilai

### Ritorno in Piemonte
Nel 1938 Romolo Bernardi torna a Torino e Giacomo Grosso  lo propone invano come suo successore alla cattedra di figura all'Albertina. Bernardi abita in collina, a Val Salice, nella sua villetta  "La Torricella" immersa nel verde. Dipinge ancora paesaggi e figure femminili e modella con la creta. D'estate va a Barge, a dipingere le montagne del saluzzese. Esegue un fregio a fresco nella sala del Trono nel castello di Mazzè (Torino) e pitture di maniera in alcune sale del castello di Alba.
Nel 1955 prepara per sé una stele di travertino, con un bassorilievo raffigurante la deposizione di Cristo e con la scritta: "OPUS ROMULUS BERNARDI BARGENSIS SCULPTOR PICTOR FECIT AD MCMLV". La stele copre la sua tomba, al cimitero di Saluzzo. Il "Ritratto della madre dell'ingegnere Vincenzo Goffi", del 1900, è a Torino, alla Galleria Civica d'Arte Moderna.